# Barnett Rosenberg
Barnett Rosenberg (* 16. November 1926 in New York City; † 8. August 2009 in Lansing Michigan) war ein US-amerikanischer Chemiker.

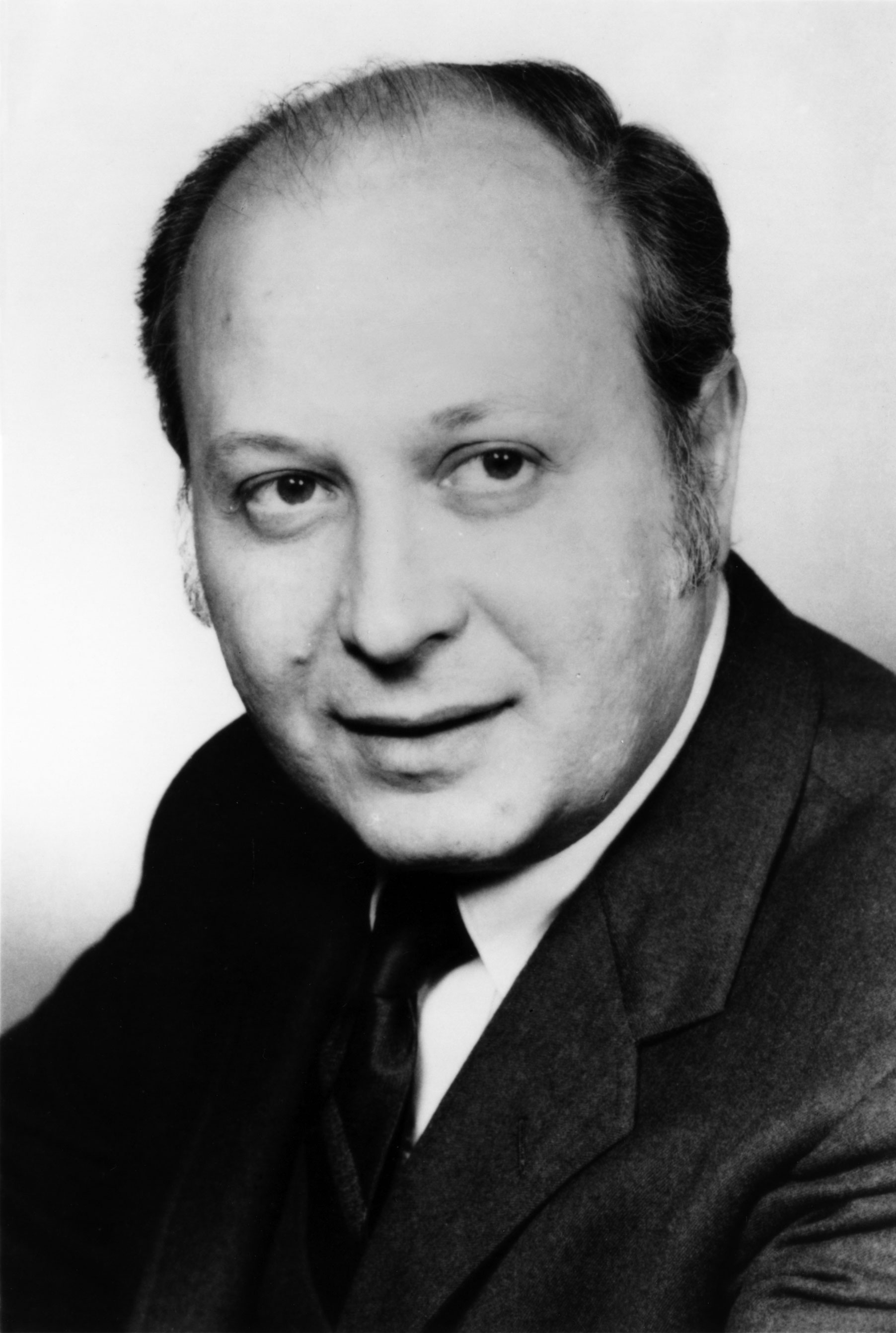
Barnett Rosenberg

Rosenberg studierte am Brooklyn College (Bachelor 1948) und wurde 1956 an der New York University in Physik promoviert. Ab 1961 war er an der Michigan State University, wo er Professor wurde und 1997 emeritierte.
1961 entdeckte er durch Zufall in einem Experiment, in dem er Bakterien einem elektrischen Feld aussetzte, dass diese sich nicht mehr teilten. Er fand die Ursache nicht im elektrischen Feld, sondern im Platin aus seinen Elektroden. 1969 entdeckte er dann, dass sie auch bei Tumoren die Zellteilung verhinderten. Mit Kollegen entwickelte er das Antikrebsmittel Cisplatin, das 1978 von der Food and Drug Administration zugelassen wurde.
1984 erhielt er den Kettering-Preis und 1985 erhielt er den Harvey-Preis.